# الجين المعدل للأمراض البشرية
الجين المعدل للأمراض البشرية، جين بشري يُعبر عن نفسه ليسبب للإنسان مرضًا وراثيًا. كان علماء الوراثة الطبية يقسمون الأمراض الوراثية لقسمين، الأول تحكمه قوانين الوراثة المندلية البسيطة، والثاني يحدث نتيجة مجموعة من الأسباب التراكمية متعددة العوامل، لكن الدراسات والأدلة الحديثة تشير إلى أن الأمراض الوراثية البشرية تحدث نتيجة مزيج من السببين السابقين.
يستخدم مصطلح (الجين المعدل للأمراض البشرية) ومصطلح (الوراثة التي تتأثر بأكثر من جين واحد) لتوصيف نفس الجينات أحيانًا، ويعتمد توصيف هذه الجينات على النمط الظاهري الذي تسببه أو تعدله. تعد دراسة الأمراض التي تنشأ من التفاعلات بين الجينات مهمة لفهم الأساس الجيني للمرض، ولذلك لا بد من دراسة كل من الجينات المعدلة والصفات الوراثية الناتجة عن الجينات المشتركة.

## أصول النظرية
نشأت النظريات المبكرة التي أثبتت الوجود المحتمل للجينات المعدلة، والتفاعلات بين الجينات كمحددات لتغير النمط الظاهري كجزء من نظريات التطور. ساهم العديد من العلماء الأوائل في تطور فهمنا الحالي للجينات المعدلة، لكن وجودها تأكد بفضل نظريات رونالد فيشر وسيول رايت وجون هالدين. اقترح فيشر ورايت نظريات متناقضة نسبيًا في عامي 1928 و1931 على التوالي. سعى كلاهما لتفسير سيطرة الجينات البرية على غالبية الطفرات الضارة، وقد أثرت هذه النظريات على التطور وعلم الوراثة الكمي والكيمياء الحيوية، ورسخت الأساس المبكر لفهمنا الحالي للجينات المعدلة للأمراض البشرية.
افترض فيشر أن الطفرات التي تسيطر في البداية تتطور من خلال تراكم الجينات المعدلة في مواقع أخرى من الجينوم والتي تخفف من الأنماط الظاهرية غير المناسبة، واستدل على ذلك بالتجارب التي أجريت على ذبابة الفاكهة ونباتات الكبوسين، إذ تزول الأنماط الظاهرية المتحورة خلال عمليات التهجين المتتالية، لكنها تعود للظهور مع تزاوج الأقارب. أكد فيشر أنه من خلال عمليات التهجين ستعدل العوامل التي تضعف النمط الظاهري المتحور، ولكن من خلال زواج الأقارب والحد من مجموعة الجينات المعدلة سنستعيد هيمنة الطفرة وظهورها، ولمراقبة تطور سيطرة هذه الطفرات لا بد من تتبعها في الأجيال المتعاقبة.
رفض رايت نظرية فيشر، واقترح أن هيمنة الجينات البرية لا يتطور عن طريق الجينات المعدلة ولكن عن طريق اختيار مسارات فيزيولوجية كيميائية والتي يمكن أن تعمل حتى مع وجود الطفرات، وأعطى مثالًا على ذلك بالأنزيمات. أكد رايت أن تأثير المنافسة والانحراف الجيني على مجمل السكان سوف يطغى على ضغط الاختيار الضعيف الذي يعمل على الجينات المعدلة.
حصلت نظرية رايت في النهاية على دعم معظم علماء الكيمياء الحيوية وعلماء الوراثة التجريبية والنظرية على حدٍّ سواء، ولكن نظرية فيشر هي التي قدمت لأول مرة مفهوم الجينات المعدلة.
جاءت أهم الردود على نظرية فيشر في مجال الجينات المعدلة من هالدين، فقد أظهر هالدين أنه على الرغم من انخفاض قيمة الانتقاء للسيطرة على المجموعات التي تتزاوج ذاتيًا، فإن الهيمنة غالبًا ما تكون أكثر شيوعًا في الأنواع الفطرية. طبق هالدين النموذج الجيني للجينات المعدلة في عام 1941، وحلل البيانات التي جمعتها جوليا بيل حول وراثة العديد من الأمراض البشرية ذات الأنماط الظاهرية الكمية، وخلص هالدين في النهاية إلى أنه لا يوجد عامل واحد يمكن إثبات أنه مسؤول عن التباين الظاهري الملحوظ في الأمراض التي كانت تعتبر سابقًا أنها أمراض وراثية أحادية الجين. اقترح هالدين نظرية بسيطة للغاية لكنها فعالة في دراسة الاضطرابات الوراثية البشرية المعقدة، وأكد وجود ثلاثة مصادر محتملة للاختلاف في الصفات الظاهرية أحادية الجين:
- الاختلافات في الجين الرئيسي نفسه.
- الاختلاف في الجينات المعدلة.
- الاختلاف في البيئة.

## الأمراض النموذجية
قدم هالدين أساسًا نظريًا لوجود الجينات المعدلة، فقد أثبتت الأدلة التجريبية أهمية الجينات المعدلة للأمراض الوراثية عند البشري.

### بيلة الفينيل الكيتون
يمثل اكتشاف وتوصيف مرض (بيلة الفينيل كيتون) تطورًا هامًا في مجال الكيمياء الحيوية المرتبطة بالدراسات الجينية، وساهم ذلك في فهم أن التعديل الجيني كان مسؤولًا عن التباين في الأنماط الظاهرية السريرية. اكتشف العلماء في عام 1953 وجود خلل في أنزيم كبدي يسمى فينيل ألانين هيدروكسيلاز والذي يكون بدوره مسؤلًا عن حدوث بيلة الفينيل كيتون. أدى هذا الاكتشاف إلى تأكيد أن الاستقلاب الغذائي الشاذ للفينيل ألانين كان مسؤولًا عن النمط الظاهري، وتطورت وسائل تشخيص هذا المرض من خلال قياس مستويات الفينيل ألانين في الدم أو البول، والأهم من ذلك أن تطور التشخيص السريري سهل توصيف التنوع الظاهري، ما أدى إلى ظهور نظريات مفادها أن التباين الجيني قد يكون سبب هذه الأنماط المرضية.

### التليف الكيسي
أدت الدراسات التي أجريت على التليف الكيسي إلى تطور تفسير هذا المرض من التوصيف الجيني إلى التوصيف الجزيئي للموقع الجينية الرئيسية. حددت دراسة تسيو وزملائه في عام 1985 الجين المسؤول عن هذا المرض، وفي عام 1989 تمكن ريوردان وزملاؤه من استنساخ هذا الجين. كان هناك شك في وجود مواضع معدلة في الجينات المسؤولة عن التليف الكيسي، وفي عام 1999 تمكن زيلينسكي من تحديد هذه المواقع بدقة.

## تطبيق على الأمراض الوراثية
إن تحديد الجينات المعدلة للأمراض البشرية قد يساهم بفهم تنوع الصفات الظاهرة في الأمراض البشرية، ما قد يقدم حلولًا وطرقًا جديدة لاكتشاف علاجات فعالة. اعتمد توصيف هذه الأنماط الظاهرية والجينات المسؤولة عنها على مجموعة من التقنيات الحيوية الجزيئية المستخدمة عادةً لتوصيف الأمراض البسيطة أحادية الجين والطرق الإحصائية الأخرى التي تُستخدم عادةً لتوصيف الأمراض الوراثية المعقدة.
يوفر فهم آلية الجينات المعدلة للأمراض رؤية جديدة حول وظائف التفاعلات الجينية التي تسبب الأمراض البشرية. نشأت تقنيات التوصيف الجزيئي لآليات الأمراض لدراسة الأمراض أحادية الجين، ولكن هذه الدراسات لا تحسن فهم التفاعلات الجينية وآثارها الظاهرية. تعتبر منهجية دراسة الصفات الوراثية المعقدة إحصائية في المقام الأول، من خلال دراسة أعدادًا كبيرة من البشر بحيث لا يمكن التلاعب بالمعدلات الجينية، ولذلك تحدد أدوار المعدلات الجينية في المجتمعات البشرية من خلال الآثار الإحصائية فقط دون دليل على السبب. تعد دراسة معدلات الأمراض البشرية مجالًا علميًا جديدًا يمكن أن تنتج عنه رؤية فريدة وشاملة لفهم الأسباب المعقدة للأمراض البشرية وطريقة تطوير علاجات فعالة لها.
يمكن لدراسة الجينات المعدلة أن تحسن طرق التشخيص السريرية وتحديد إنذار المرض بغض النظر عن التحدي المتمثل في الفهم الشامل للأساس الجزيئي للمرض.
يكون الجين الرئيسي مرتبطًا سببيًا بالمرض في كثير من الحالات الشائعة، ولكن يوجد مع ذلك تباين كبير وغير مبرر في الأنماط الظاهرية، تبدأ عملية تحديد السبب عادةً بإثبات قابلية انتقال النمط الظاهري للمرض بصورة وراثية، ويحتمل هنا أن الجينات المعدلة تساهم في تنوع الأنماط الظاهرية، وعلى كل حال فإن كل خطوة في عملية علاج الأمراض الوراثية البشرية من خلال دراسة التفاعلات الجينية المعدلة تشكل تحديًا كبيرًا.